# Mont Saint-Hilaire
Pour l’article homonyme, voir Mont-Saint-Hilaire.
Le mont Saint-Hilaire (en abénaqui : Wigwômaden, Wigwômadenek, Wigwômadensis qui signifie « maison longue ») est l'une des dix collines Montérégiennes situées près de Montréal au sud-ouest du Québec. Il est nommé en l'honneur d'Hilaire de Poitiers, docteur de l'Église. La montagne fait partie de l'aire centrale de la réserve de biosphère du mont Saint-Hilaire qui a été désignée en 1978, une première au Canada.

## Géographie

### Situation
Situé dans la ville de Mont-Saint-Hilaire et vieux de 125 millions d'années, le mont Saint-Hilaire couvre une superficie de 16 km2 sur le versant droit du bassin du fleuve Saint-Laurent, dans la municipalité régionale de comté de La Vallée-du-Richelieu en Montérégie. À 30 km à l'est de Montréal, il fait face à la ville de Belœil, dont il est séparé par la rivière Richelieu. Il donne son nom à la municipalité qui est à ses pieds, la ville de Mont-Saint-Hilaire. Selon Statistique Canada, sa population en 1996 était de 13 064, en 2005 la population était de 16 177 alors qu'en 2011 elle se chiffrait à 18 200.
On y trouve :
- plus de 350 minéraux, dont 40 sont exclusifs à la région[5] ;
- le lac Hertel ;
- la carrière Mont St-Hilaire, Inc., une entreprise qui exploite une mine située sur le flanc nord-est de la montagne ;
- Un pavillon d'accueil géré par le Centre de la nature Mont Saint-Hilaire ;
- la réserve naturelle Gault de l'Université McGill, d'une superficie de 970,2 hectares, dont la partie ouest (5,5 km2) est ouverte aux visiteurs pour des activités de plein air et l'autre 4,5 km2 est strictement réservé.

### Topographie

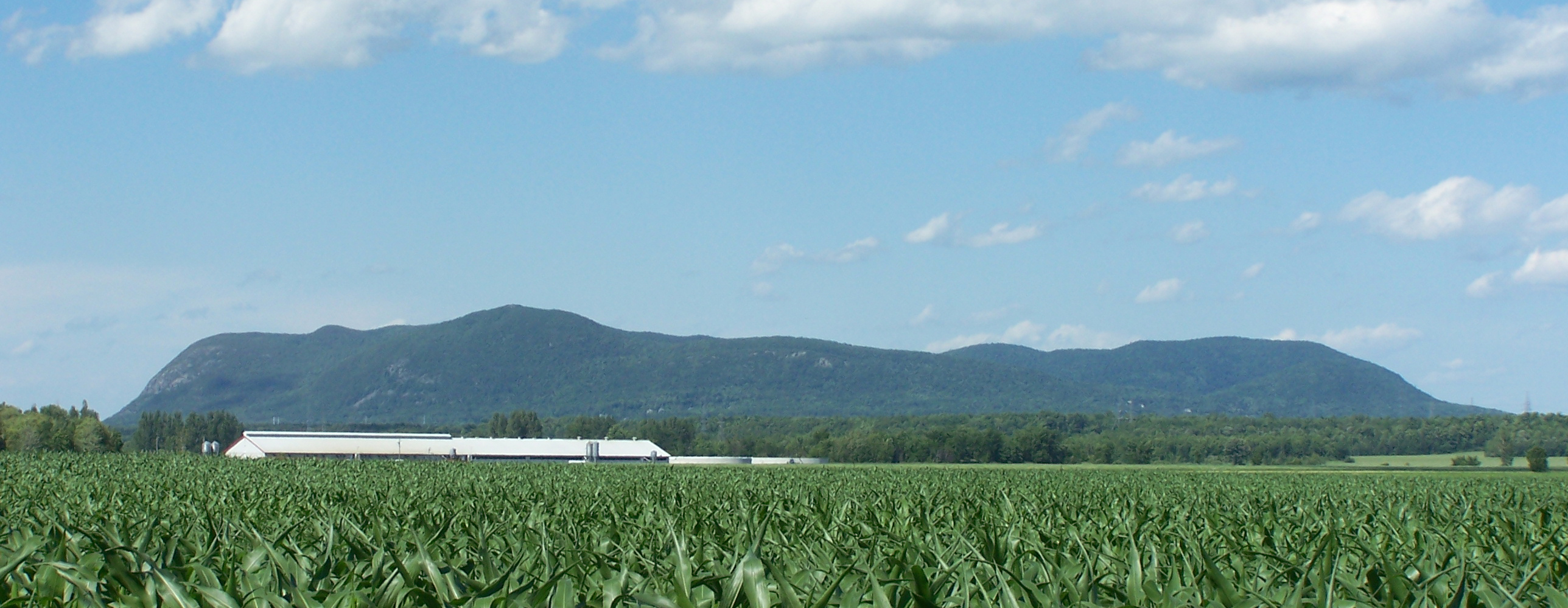
Mont Saint-Hilaire vu du sud.

Le secteur public de la montagne compte quatre sommets : le Pain de Sucre, Burned Hill ou la « Colline Brûlée », Rocky et Dieppe. Du haut de ses 411 mètres d'altitude, le Pain de Sucre sert de belvédère d'où il est possible d'admirer la région, voir le Stade olympique de Montréal et percevoir la chaîne des Adirondacks dans l'État de New York. Rocky suit au deuxième rang avec ses 400 mètres d'altitude et offre une splendide vue sur le nord et les terres agricoles de la région. Dieppe, avec ses 381 mètres de haut offre une vue époustouflante sur la rivière Richelieu. Finalement, du haut des 300 mètres de Burned Hill, il est possible d'admirer les vergers du flanc sud et une partie de la vallée du Richelieu. La colline a subi un feu de forêt en 1948, d'où l'origine du nom. C'est ce qui explique que la forêt est plus jeune.
Les premiers vergers au pied de la montagne datent de 1751. Plusieurs vergers ont disparu au cours du dernier siècle, cédant la place à la forêt ou aux habitations. Aujourd'hui, des vergers situés sur les flancs de la montagne lui offrent une ceinture protectrice.
La couronne verte ou le piémont, le périmètre de la montagne, est constitué d'une forêt qui protège le cœur de la réserve de biosphère. Plusieurs lots privés, qui ne font pas partie de la propriété de l'Université McGill, divisent le piémont. Outre l'érablière à caryer cordiforme, on y trouve plusieurs types de forêts, ainsi qu'une faune et une flore très diversifiées.
La randonnée pédestre avec 25 km de sentiers dont un sentier d'interprétation, le ski de fond et l'ornithologie y sont les principales activités. Un centre de recherche est géré par l'Université McGill qui utilise un secteur de la montagne pour des fins de recherche. L'université, propriétaire de la montagne depuis 1958, a fait reconnaître la montagne comme refuge d'oiseaux migrateurs en 1960, réserve de la biosphère en 1978 et comme réserve naturelle en 2004.

### Hydrographie: le lac Hertel

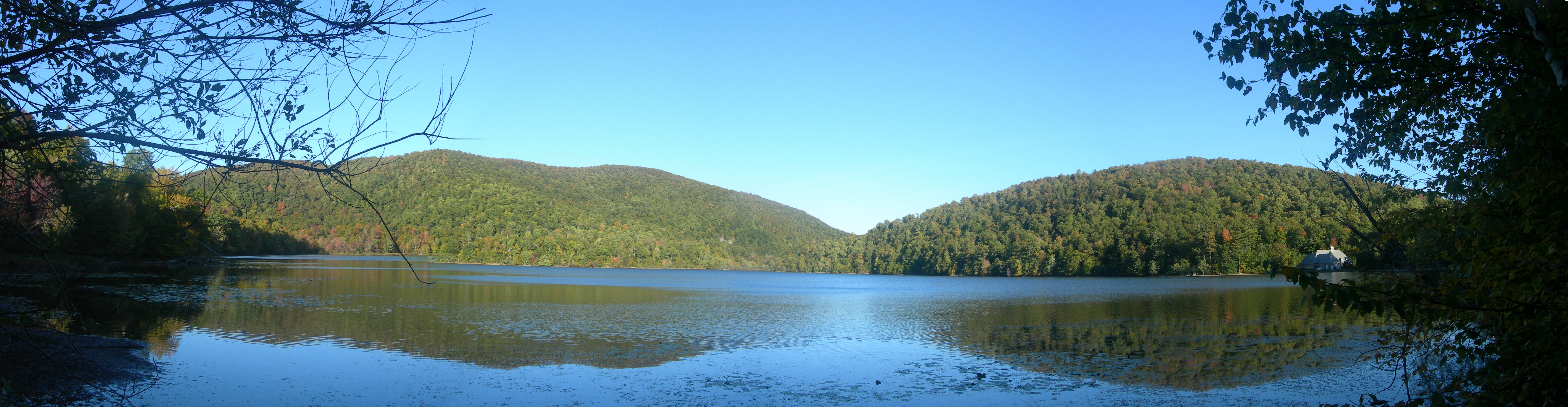
Lac Hertel, mont Saint-Hilaire.

Il y a près de 10 000 ans, le lac Hertel a été formé par l'action des glaciers qui recouvraient la montagne. Situé au centre du mont Saint-Hilaire, il fait 0,3 km2. Sa profondeur moyenne est de cinq mètres et sa profondeur maximale de neuf mètres (environ 30 pieds). Trois ruisseaux alimentent le lac et un autre, le ruisseau des Moulins, le draine en direction de la rivière des Hurons, puis de la rivière Richelieu. Il est situé à 173 mètres d'altitude et à 165 mètres au-dessus de la rivière Richelieu dans lequel ses eaux se déversent.
Le lac a déjà servi de réserve d’appoint pour le réseau d’aqueduc de la ville de Mont-Saint-Hilaire. Pour cette raison, la baignade, la pêche et les embarcations y étaient interdits. Aujourd'hui, ces pratiques sont interdites pour des raisons de conservation. On trouve par contre une aire de pique-nique sur ses berges. Présentement, le lac Hertel est le 2e réservoir d'eau potable de la ville.

### Géologie
Le mont Saint-Hilaire s'est formé il y a environ 130 millions d’années, à l'époque du Crétacé. Il a été prouvé qu'il n'est pas un ancien volcan : il s'est plutôt formé à la suite de trois intrusions souterraines différentes de magma. Toutefois, ce magma n'a jamais atteint la surface, il s'est solidifié à environ 2 000 mètres de profondeur sous une calotte de roches sédimentaires. Les glaciers ont érodé ces roches sur une période de plusieurs millions d'années. Grâce à ses roches magmatiques plus dures, la montagne a pu résister à l'érosion lors du passage des glaciers.
Les roches sédimentaires telles que le shale, le calcaire et le siltstone, qui se retrouvent à la surface du mont Saint-Hilaire, sont vieilles de près de 500 millions d'années. Elles proviennent de la période ordovicienne, période au cours de laquelle près de 70 % de l'Amérique était alors submergée d'eau. Au fil du temps, une métamorphose de leur forme a été accomplie par la chaleur et la pression qu'exerçait sur elles le magma.
On y retrouve également des roches d'origine silurienne et dévonienne, mais celles-ci sont beaucoup plus rares. Ces dernières se seraient dégradées de façon importante sous l'action de l'érosion. Elles seraient âgées entre 360 et 440 millions d’années.
Tous ces bouleversements géologiques ont donné naissance à une grande diversité de minéraux : plus de 300 spécimens, dont 50 sont exclusifs au mont Saint-Hilaire, ont été identifiés sur la montagne. Plusieurs autres types restent encore à être analysés. On estime qu'environ 10 % des spécimens de minéraux de la planète sont présents sur le mont, ce qui en fait l'un des lieux les plus convoités par les chercheurs et collectionneurs du monde entier.

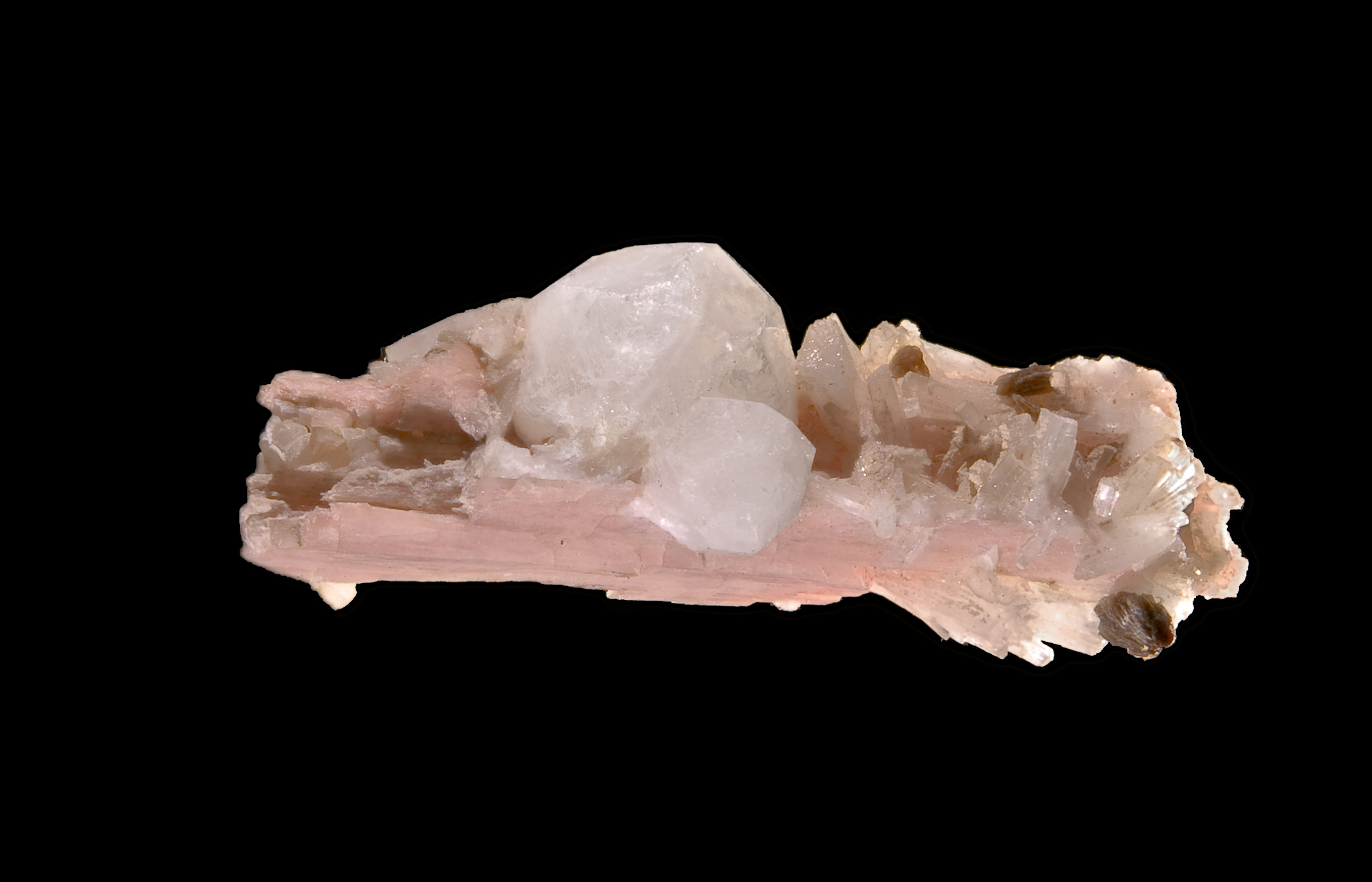
Analcime, sérandite, mont Saint-Hilaire.

L'analcime et le quartz sont les plus fréquemment trouvés. La sérandite, la sidérite, la pectolite, la leifite et l'hilairite (inspirée du nom de la montagne) sont les plus recherchées. La plupart de ces cristaux se forment dans des géodes qui, à l'origine, proviennent des gaz dégagés du magma (la vapeur d'eau, le dioxyde de carbone, le dioxyde de soufre, etc.) qui eux sont enfermés et refroidis dans la roche sous forme de bulles. Il y en a de toutes les tailles et certaines peuvent atteindre un diamètre de plusieurs mètres.
La carrière Mont St-Hilaire Inc (voir aussi la section « Géographie » de cette page), quant à elle, permet l'exploitation de l'albite, la carletonite, la leucophanite, la polylithionite ainsi que de la sidérite et de la sérandite, cette dernière étant très rare à l'extérieur de ce site. De plus, la carrière est actuellement le lieu d'exploitation de deux types de roches qui ne sont exploitées à aucun autre endroit de la province, soit la syénite et la cornéenne (un autre type de schiste).

### Climat
|           | Maximum | Minimum | Moyenne |
| --------- | ------- | ------- | ------- |
| janvier   | -5      | -14     | -9      |
| février   | -3      | -13     | -8      |
| mars      | 2       | -6      | -1      |
| avril     | 11      | 0       | 6       |
| mai       | 19      | 7       | 13      |
| juin      | 24      | 12      | 18      |
| juillet   | 27      | 15      | 21      |
| août      | 25      | 13      | 19      |
| septembre | 20      | 8       | 14      |
| octobre   | 13      | 3       | 8       |
| novembre  | 5       | -2      | 1       |
| décembre  | -2      | -10     | -6      |

Statistiques météo pour une période de 30 ans, soit de 1961 à 1991.

### Faune et flore
Le mont Saint-Hilaire se distingue par une flore et une faune riches et diversifiées. Sa végétation est comparable à celle qui recouvrait la totalité de la vallée du Richelieu lors de l'arrivée des premiers colons français. Bien que le développement n’ait épargné que 5 % de la forêt d'origine, cette portion n'a jamais subi d'exploitation commerciale et constitue aujourd'hui un milieu extrêmement riche.
Le mont Saint-Hilaire a été nommé en 1978 la première réserve canadienne de la biosphère dans le cadre du programme de l'UNESCO sur l'homme et la biosphère,. Les réserves de la biosphère sont des écosystèmes reconnus internationalement. Elles ont pour objectif la cohabitation harmonieuse de l'homme et de la nature. La réserve de biosphère du mont Saint-Hilaire est gérée par le Centre de la nature Mont Saint-Hilaire, un organisme sans but lucratif fondé en 1972.
|          | Taxon               | Nombre d'espèces     |
| -------- | ------------------- | -------------------- |
| Animaux  | Invertébrés         | Plus de 1000         |
| Animaux  | Oiseaux             | Environ 200          |
| Animaux  | Mammifères          | Plus d'une trentaine |
| Animaux  | Amphibiens          | 13                   |
| Animaux  | Poissons            | 8                    |
| Animaux  | Reptiles            | 5                    |
| Végétaux | Plantes vasculaires | Environ 850          |
| Végétaux | Bryophytes          | Plus de 250          |
| Végétaux | Lichens             | Plus de 150          |
| Végétaux | Champignons         | Plus de 150          |

#### Diversité végétale
Située dans le domaine bioclimatique de l’érablière à caryer, la zone la plus clémente et diversifiée du Québec, la forêt du mont Saint-Hilaire est composée majoritairement d’érables à sucre (Acer saccharum) et de hêtres à grandes feuilles (Fagus grandifolia). Certains sont âgés de plus de 400 ans. On y trouve plusieurs autres essences : caryer cordiforme (Carya cordiformis), chêne rouge (Quercus rubra), frêne d'Amérique (Fraxinus americana), pin rouge (Pinus resinosa), pin blanc (Pinus strobus), pruche du Canada (Tsuga canadensis), tilleul d'Amérique (Tilia americana).
Alors que la grande région montréalaise comprend environ 1 800 espèces de plantes vasculaires, le mont Saint-Hilaire en abrite à lui seul environ 850. Plus d'une trentaine sont considérées comme rares ou menacées. Les familles les plus représentées sont les composées avec 73 espèces (11 %), les cypéracées avec 48 espèces (7 %), les graminées avec 37 espèces (7 %), les rosacées avec 39 espèces (7 %) et les fougères avec 34 espèces (6 %).
Parmi les plantes observées lors de la floraison printanière, figurent le trille blanc (Trillium grandiflorum), le trille rouge (Trillium erectum), l’érythrone d'Amérique (Erythronium americanum), la sanguinaire du Canada (Sanguinaria canadensis), le dicentre du Canada (Dicentra canadensis), l’ancolie du Canada (Aquilegia canadensis), et l’arisème petit prêcheur (Arisaema triphyllum).

Quelques plantes communément observées au mont Saint-Hilaire
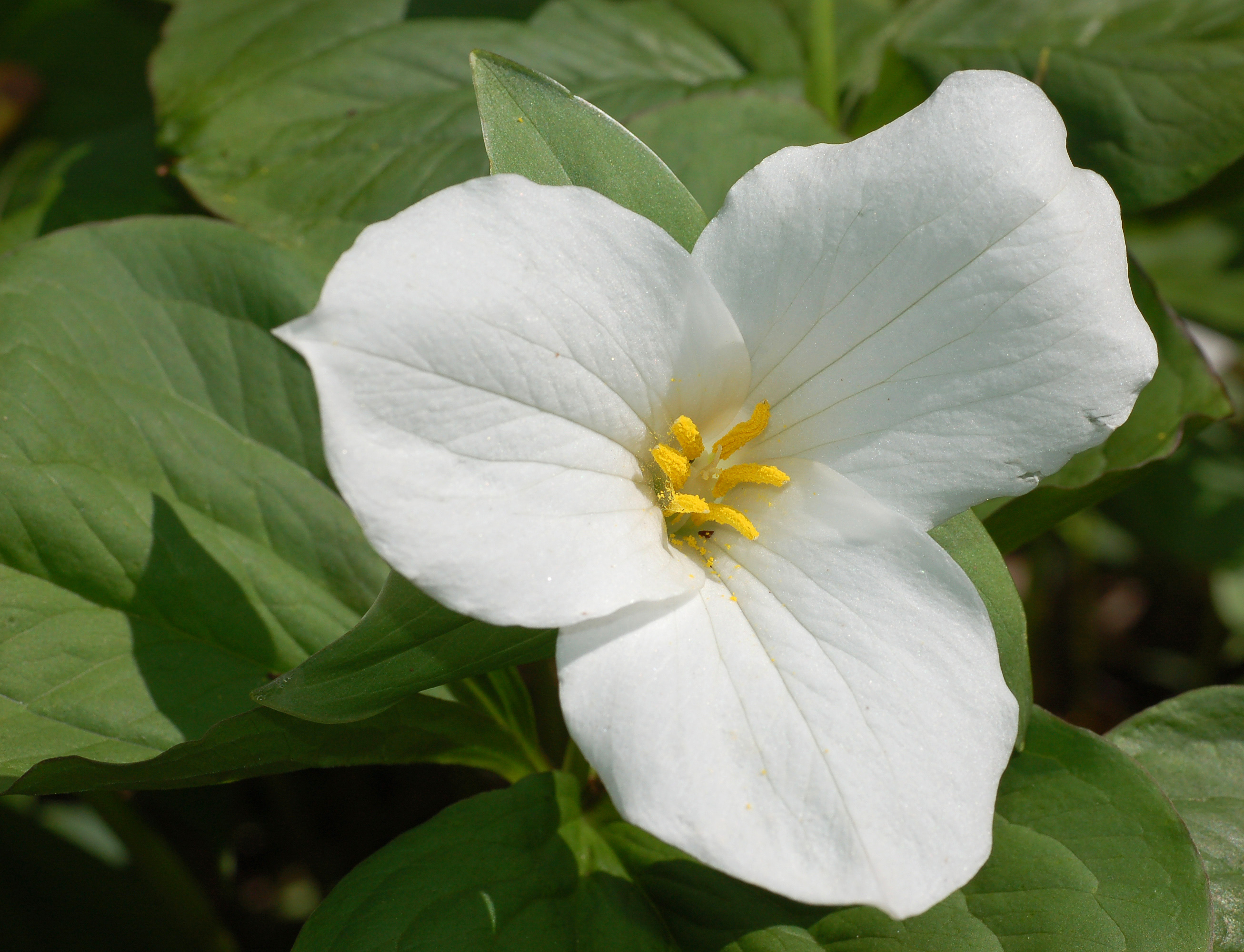
Trille blanc (Trillium grandiflorum).
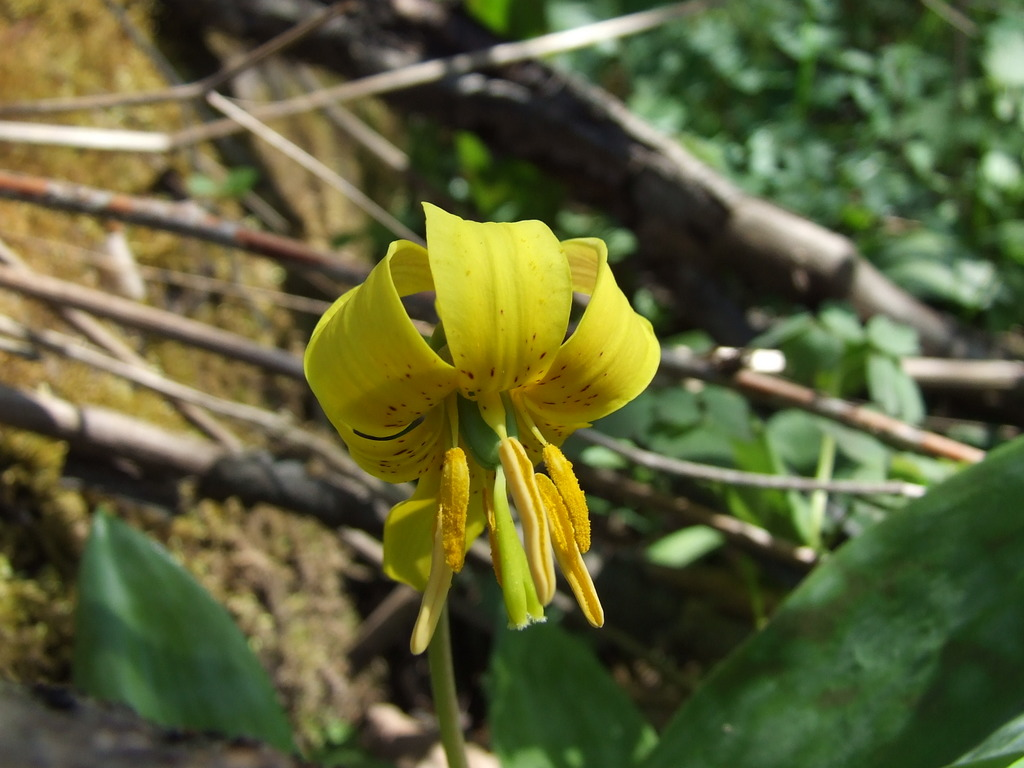
Érythrone d'Amérique (Erythronium americanum).
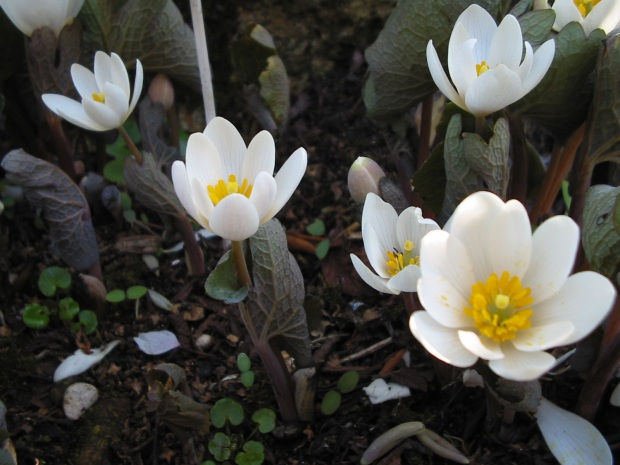
Sanguinaire du Canada (Sanguinaria canadensis).
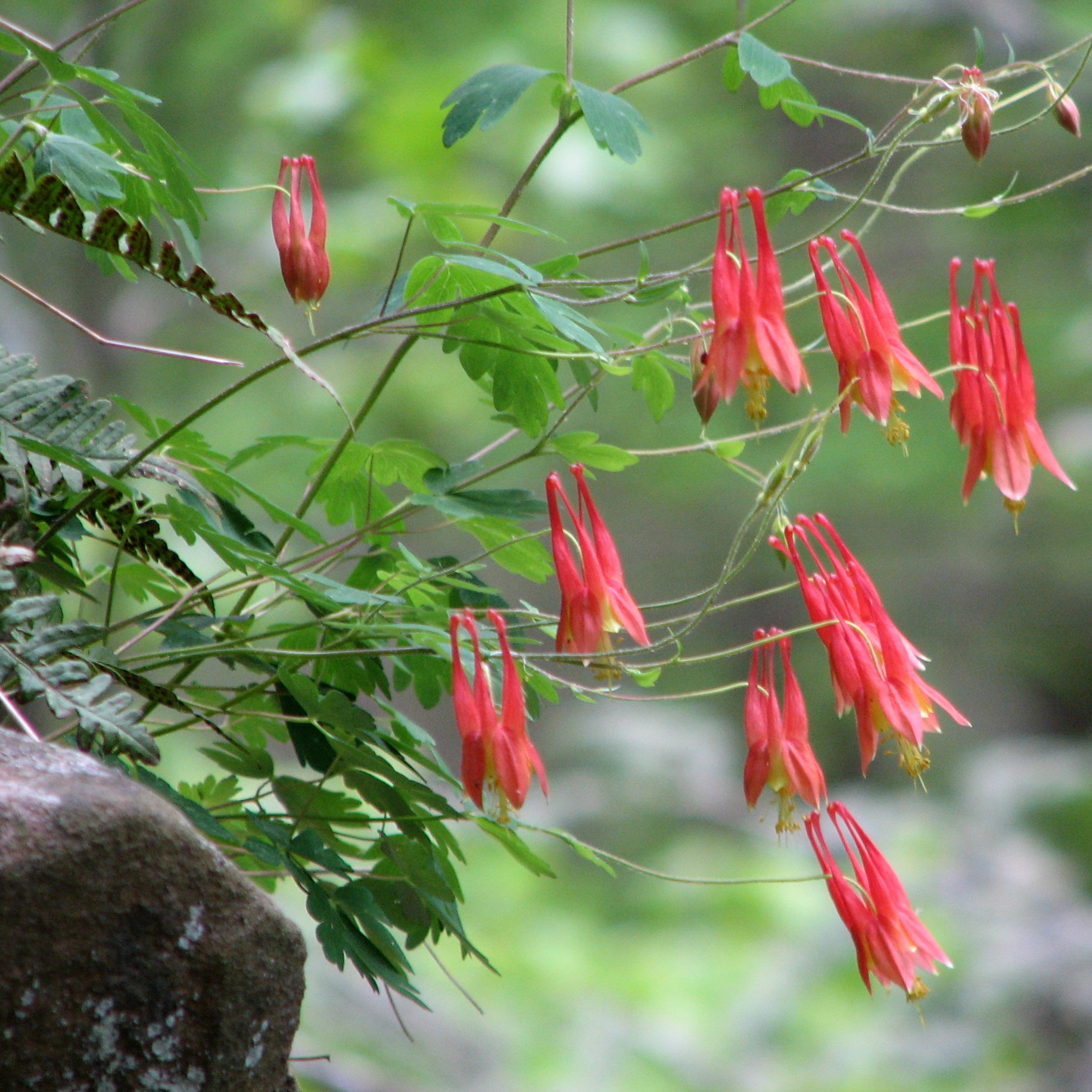
Ancolie du Canada (Aquilegia canadensis).

On a aussi répertorié plus de 150 espèces de lichens, dont plusieurs sont rares, ainsi qu’une grande variété de bryophytes (plus de 250 espèces). On peut s'attendre à ce qu'il y en a bien davantage. Les études sur les champignons ne font que commencer.

#### Diversité animale
La forêt du mont Saint-Hilaire possède une grande diversité entomologique. La montagne abonde de plus de 800 espèces de lépidoptères (papillons), certaines parmi les plus rares au Québec. On y a dénombre jusqu'à présent 69 espèces de coléoptères, 59 espèces de pucerons et 27 espèces de collemboles, incluant Lepidocyrtus fernandi identifié en 1998.

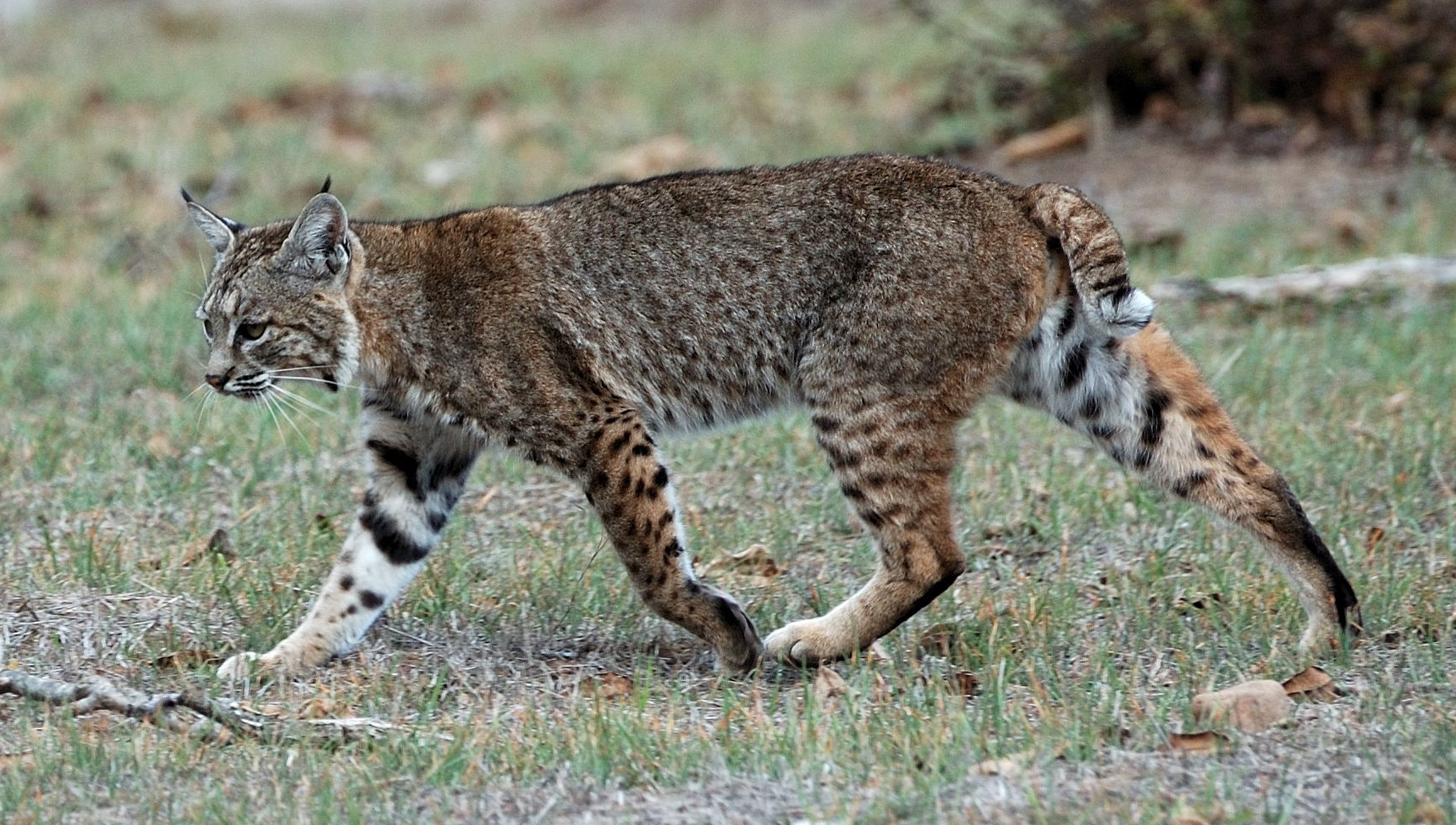
Un unique Lynx roux (Lynx rufus).

Parmi la trentaine d'espèces de mammifères observées au mont Saint-Hilaire, on trouve l'écureuil roux, le tamia (petit suisse), le raton laveur, le renard roux, le lapin, le lièvre d'Amérique, le porc-épic, le vison, la belette, l'hermine et la marmotte. Certains animaux, tels que l'écureuil volant et la chauve-souris, sont principalement actifs la nuit, alors que d’autres, comme le coyote et le cerf de Virginie, sont plus craintifs et évitent l’humain. Le lynx roux a été aperçu à quelque reprise sur le site depuis 1999.
On trouve près d'une vingtaine d’espèces de grenouilles, de salamandres et de reptiles dont la plus populaire est la couleuvre rayée, facilement reconnaissable par sa couleur jaune et noire. Le lac est aussi l’habitat de huit espèces de poissons.
En 1952, le mont Saint-Hilaire a été désigné « Sanctuaire d'oiseaux » et en 1960, « refuge d'oiseaux migrateurs ». Il est un lieu de reproduction et un des divers points d'escale aviaire au Québec. On y a recensé 218 espèces d'oiseaux – ce qui représente 60 % de toutes les espèces dans le sud-ouest de Québec – et 85 % d’entre elles font de la montagne un sanctuaire d’ornithologie. Parmi les plus en vue, figurent le pic mineur, le pic chevelu, le grand pic, la mésange à tête noire et la gélinotte huppée. On trouve aussi le passerin indigo, la bernache, le canard colvert et d'autres espèces très rares comme la paruline azurée. Le mont Saint-Hilaire est également une escale connue pour l'observation des oies du Canada.
Située sur la face sud de la montagne, la Falaise-de-Dieppe est un important habitat de nidification du faucon pèlerin, une espèce menacée au Québec. Depuis 1935, les couples nichent sur les parois de la falaise,. Un second couple niche à la carrière Saint-Hilaire.
En 40 ans, le mont Saint-Hilaire a perdu un total de quatre espèces d’amphibiens sur les 16 recensées au début des années 1960. Ces espèces sont la rainette faux-grillon de l’Ouest (Pseudacris triseriata), la salamandre sombre du Nord (Desmognathus fuscus), la salamandre à deux lignes (Eurycea bislineata) et la grenouille du Nord (Rana septentrionalis). Deux autres espèces sont menacées, parmi elles la salamandre à quatre orteils (Hemidactylium scutatum) et la grenouille des marais (Rana palustris). Leur situation demeure très précaire en périphérie du mont Saint-Hilaire.

## Histoire

### Peuplement et développement
Il y a 8 000 ans, les Amérindiens sont déjà présents sur le territoire où se trouve le mont Saint-Hilaire. Au moment de son deuxième voyage au Canada, en 1535, Jacques Cartier aperçoit le mont Saint-Hilaire depuis le sommet du mont Royal, mais il ne se rendra jamais dans la région de Saint-Hilaire, qui est fréquentée par les Algonquins et les Iroquois. À cette époque, la montagne porte le nom de Wigwomadensis, tiré du nom wigwam qui désigne une habitation amérindienne. Entre 1603 et 1606, le grand géographe et colonisateur Samuel de Champlain explore pour la première fois une immense forêt surplombant la rivière Richelieu, qui deviendra plus tard le mont Saint-Hilaire. Les premiers Européens arrivent dans la vallée du Richelieu en 1609. Mais la montagne demeure peu habitée en raison de son emplacement isolé.
En 1694, le militaire Jean-Baptiste Hertel de Rouville, fils du seigneur de Chambly, en fait l'acquisition. Il le nomme mont Rouville. À sa mort, en 1722, son épouse, Marie-Anne Beaudoin, devient la propriétaire. Cinq générations de Hertel se succèdent, à titre de seigneurs de Rouville, jusqu'en 1844 alors que René Hertel vend le domaine à Thomas Edmund Campbell,.
Le premier village prend forme vers 1745. Il est composé de 30 personnes et se situe près de la rivière du Richelieu. En 1746, la seigneurie compte 13 habitants. Le défrichage commence en 1751. Un barrage est érigé en 1768 au lac Hertel afin d'assurer l'alimentation des ruisseaux qui font tourner les neuf moulins à farine, dont le premier moulin seigneurial, construit en 1775 (détruit par les flammes en 1840 et reconstruit en 1848). L'année 1768 marque aussi la construction du Chemin de la Montagne qui permet l'expansion progressive du village à flanc de montagne tout en contribuant au développement économique de la région. Les atouts du Chemin de la Montagne sont ses quatre ruisseaux, qui activent les moulins, ses nombreux érables à sucre et la terre pierreuse où prospèrent déjà des vergers.
Les cultures les plus importantes de l'époque sont celle des érablières suivie de la culture de la pomme. Le Pain de Sucre, le plus haut sommet du mont Saint-Hilaire tire peut-être son nom du « sucre du pays » qu'on produisait abondamment 150 ans auparavant.
Le fonds d'archives de la seigneurie de Rouville-Campbell est conservé au centre d'archives de Montréal de Bibliothèque et Archives nationales du Québec.

### XIXesiècle
L'histoire du mont Saint-Hilaire est mêlée à la défaite des Patriotes lors de l'insurrection de 1837. En effet, le mont est un point important de la plaine de Montréal, et abrite un campement pour les troupes britanniques. Celles-ci y camperont les 23 et 24 novembre 1837. Le lendemain se déroule la bataille de Saint-Charles, remportée par les Britanniques. Cet échec des Patriotes marque la fin de la rébellion au sud de Montréal et pave la voie à la déroute du mouvement patriote quelques semaines plus tard. Neuf Patriotes provenaient de Mont-Saint-Hilaire, soit : Toussaint Audet dit Lapointe, Constant Authier, Jean Casgrain, François Darche dit l'Artifice, Damase Gosselin, Pierre L'Heureux, Amable Robert dit Josine, Jean-Marie Tétreau dit Ducharme et Abraham Rémi dit Bellefleur (mort à la bataille de Saint-Charles),.
En 1841, alors qu'elle tente d'augmenter sa présence dans les régions rurales et afin de contrer le protestantisme, l'Église catholique fait ériger une croix de 30 mètres de hauteur,. Profitant de l'élévation naturelle du mont, qui surplombe la plaine du Saint-Laurent, on installe la croix sur le sommet du Pain de Sucre ; elle peut ainsi être vue jusqu'à 40 kilomètres à la ronde,,,. Le vent la renversera cinq ans plus tard,. Une chapelle sera aussi construite, mais un incendie la détruit en 1876,.
Pressée par les difficultés financières, la famille Hertel cède la seigneurie de Rouville en 1844 aux Campbell, une famille écossaise,,. Thomas Edmund Campbell agrandit le barrage du lac Hertel, reconstruit le moulin seigneurial (qui avait brûlé en 1840), et établit la première école de la région. Sur les rives du lac Hertel, il construit le café Campbell, que les touristes visitent depuis Montréal, grâce au chemin de fer,,. Le café brûlera en 1861.
Au milieu du XIXe siècle, 266 familles totalisant plus de 1 500 personnes vivent sur la montagne, nettement plus que dans la paroisse voisine de Mont-Saint-Hilaire,. Plusieurs installations profitent du barrage du lac Hertel : neuf moulins, trois tanneries, deux forges, une distillerie et une fonderie,. On trouve également une quarantaine d'érablières, ainsi que des vergers, qui font tous deux la renommée du mont Saint-Hilaire.
En 1874, les fils de Thomas Campbell font construire un grand hôtel de luxe, l'hôtel Iroquois,,. Les années qui suivent sont prospères, et la montagne attire des touristes fortunés de partout dans le monde. L'hôtel sera détruit par un incendie en 1895,.
Parallèlement à ce tourisme florissant, les vergers amènent eux aussi la prospérité, mais l'acériculture recule. Les moulins sont détrônés par la machine à vapeur. Lorsque l'hôtel est détruit, le tourisme périclite et le village perd de son lustre.

### XXesiècle
Au tournant du XXe siècle, les riches touristes délaissent la montagne pour d'autres lieux, notamment les Cantons-de-l'Est. Le village de la montagne cesse de se développer. Les villageois vont s'installer ailleurs. Les érablières déclinent, mais les vergers commencent leur essor. La pomme deviendra d'ailleurs le symbole principal de Saint-Hilaire.
En 1966, la municipalité de Mont-Saint-Hilaire (secteur montagne) et le village de Saint-Hilaire s'unissent pour former la ville de Mont-Saint-Hilaire.

#### L’œuvre de Gault
En 1913, la montagne est vendue à un officier britannique, le brigadier Andrew Hamilton Gault, richissime aventurier et fondateur du célèbre régiment Princess Patricia's Canadian Light Infantry (PPCLI).
Adepte de la nature, Gault se réjouit de ce que la montagne regagne ses droits. Il veut que les gens viennent pêcher, se promener à cheval, se balader sur les chemins des érablières abandonnées. Il interdit toutefois la coupe de bois et la chasse. Même les ratons laveurs qui affectionnent ses ordures s'en tirent indemnes.
Pour garder la montagne en l'état, il luttera contre les projets de développement commercial (prospection d'uranium et de diamants, notamment) et immobilier. Par exemple, il fera échec aux tentatives faites pour exproprier ses terres afin d'y aménager des sablières.
En 1947, il se fait construire un petit chalet au bord du lac Hertel, en attendant le manoir en pierres qui sera sa maison de retraite. Maison qu'il occupera pendant à peine quelques mois avant de s'éteindre le 28 novembre 1958. C'est la maison Gault d'aujourd'hui, devenue salle de réception.
Gault a légué « le plus précieux » de ses biens à l'Université McGill, pour qu'elle poursuive son œuvre de conservation. En collaboration avec le Centre de la nature Mont Saint-Hilaire, c'est elle qui administre la réserve naturelle Gault d'aujourd'hui.
Pendant la deuxième moitié du XXe siècle, la montagne demeure tiraillée entre les projets de développement et la volonté de conservation de l'université et de groupes de citoyens. De nombreuses désignations officielles viennent consolider cette dernière option.
En 1999, la ville de Mont Saint-Hilaire choisira la conservation en bonne et due forme en devenant partenaire de la réserve de biosphère. Depuis, elle collabore avec le Centre de la nature Mont Saint-Hilaire, notamment pour protéger le périmètre de la montagne (voir la section Protection de l’environnement).

### La science et l'art sur la montagne

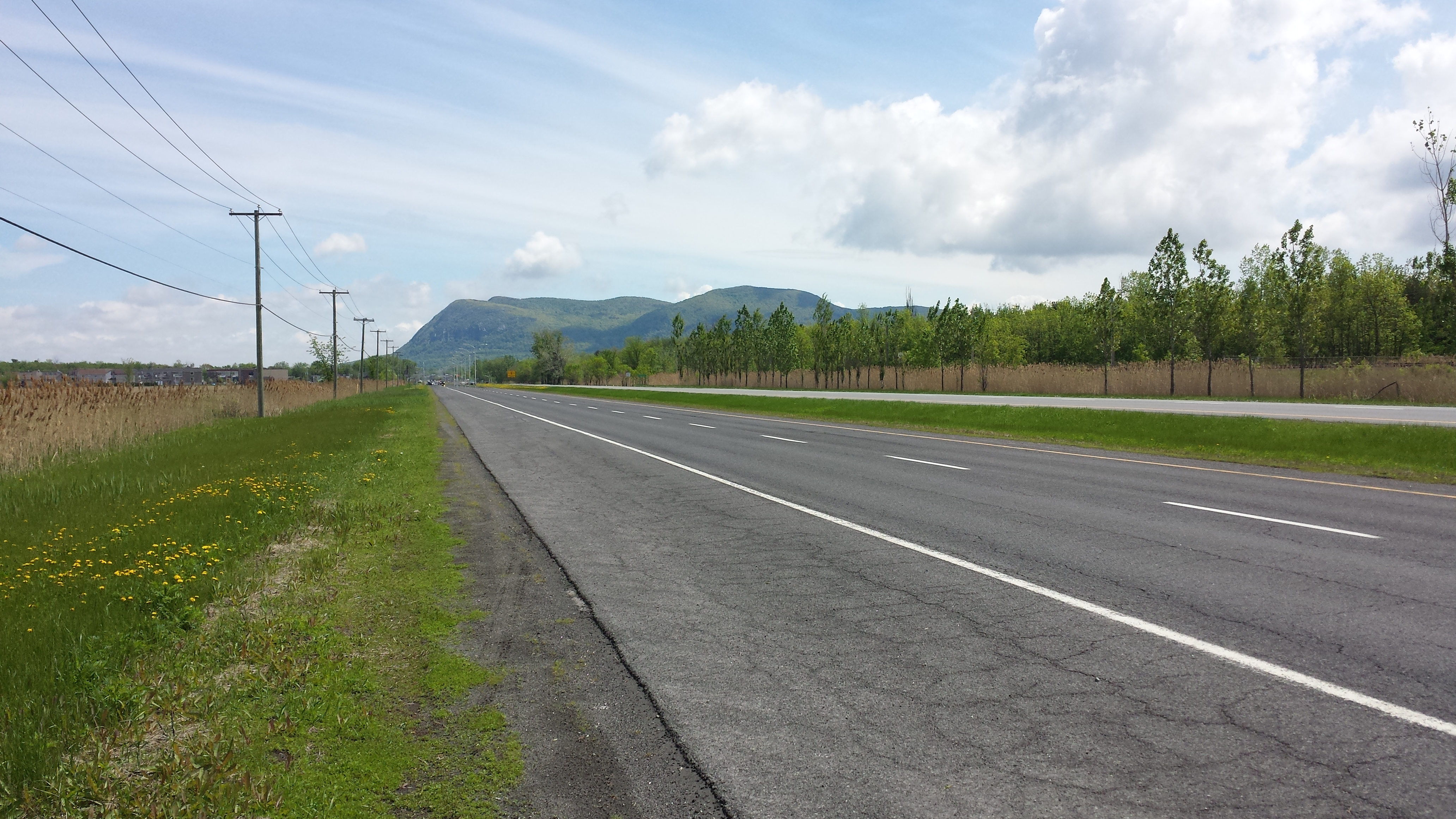
Vue de la face ouest du mont Saint-Hilaire depuis la route 116 à Saint-Basile-le-Grand.

En 1968, l'Université divise la montagne en deux moitiés, dont une à vocation scientifique. L'institution y étudie d'abord et avant tout la minéralogie et la géologie, mais aussi le magnétisme, la botanique et la zoologie. Résultat : plus de 430 articles et livres et 120 thèses (données répertoriées en 2007).
Le déboisement, l'écoulement de l'eau des ruisseaux, la biodiversité des arthropodes figurent parmi la multitude d'objets de recherche. Les scientifiques se penchent sur toute la faune et la flore de la réserve : hiboux, hêtres, vers de terre, érables à sucre, chevreuils, tamias, fougères, etc..
Au départ, le souci de préserver l'environnement naturel n'était pas que l'affaire de Gault. En 1925, son contemporain Ozias Leduc, poète et peintre, s'élève contre la dégradation de la montagne et demande qu'on la protège dans une note destinée aux élus. Leduc écrit sur Saint-Hilaire (L'histoire de Saint-Hilaire, on l'entend, on la voit) et représente la montagne dans de nombreux tableaux, dont L'Heure Mauve et Neige Dorée.
Son élève Paul-Émile Borduas, associé plus tard au mouvement du Refus global, reproduit lui aussi la montagne dans ses périodes picturale et automatiste à la fois. Il signe entre autres Le Trou des Fées, inspiré de la grotte du même nom, et Synthèse d'un paysage de Mont-Saint-Hilaire. La maison natale de Borduas, dont la construction remonte à 1900, figure au Répertoire du patrimoine culturel du Québec et a été désignée monument historique en 2000.
L'artiste d'origine catalane Jordi Bonet réside au manoir Rouville de 1969 jusqu'à sa mort en 1979. Son œuvre s'inspire parfois aussi de la montagne. Installé dans les écuries du manoir, il peint des murales et fait souvent apparaître la silhouette de la montagne sur une série de lithographies.
Aujourd’hui, le mont Saint-Hilaire attire toujours les amants d'art et adeptes de la nature. Le frère Marie-Victorin disait déjà en 1920 que « la montagne semble toujours avoir été la favorite des poètes, des artistes et, en général, des amants de la nature ».

## Protection de l'environnement

### Réserve naturelle Gault-de-l'Université-McGill
La réserve naturelle Gault, sur le mont Saint-Hilaire, tient son nom de son acquéreur, le brigadier A. H Gault. Dès l'appropriation de la montagne en 1913, il souhaite protéger ses qualités naturelles. En 1958, M. Gault légua le territoire à l'Université McGill et c'est depuis cette période que le mont est consacré à la protection de l'environnement, à la recherche scientifique, à l'éducation et aux loisirs. En 1960, le mont Saint-Hilaire a été reconnu comme un refuge d'oiseaux migrateurs et en 1978, comme la première réserve de la biosphère du Canada par l'UNESCO.
Cette réserve naturelle a été reconnue comme une réserve en territoire privé lors d'une entente entre l'Université McGill et le ministère québécois du Développement durable, de l'Environnement et des Parcs, le 20 septembre 2004, et ce, en vertu de la Loi sur la conservation du patrimoine naturel (L.R.Q., c. C-61.01). Parmi les activités prohibées, la loi interdit la coupe du bois, la détérioration de la végétation et les travaux d'aménagements tels que le remplissage et le creusage des sols ou toute autre modification du sol ainsi que l'utilisation d'engrais et de pesticides. L'usage des armes à feu est également strictement interdit. Pour des informations additionnelles, il importe de consulter la Loi sur la conservation du patrimoine naturel (L.R.Q., c. C-61.01.). Toute infraction doit être dénoncée aux agents du ministère.
Cette entente protège 13 écosystèmes forestiers possédant des arbres vieux de 500 ans. La reconnaissance par le ministère de l'intérêt à conserver ce territoire se répercute sur le plan biologique, écologique, faunique, géologique et sur l'aménagement du site à la façon d'un paysage naturel.
En 2006, la municipalité régionale de comté (MRC) a fait reconnaître la montagne comme « zone blanche » ce qui l'exclut du périmètre urbain. Pour protéger le mont Saint-Hilaire du dommage causé par l'activité humaine, le nombre de groupes visiteurs est limité à 200 par jour et ceux-ci doivent signer un engagement à respecter l'environnement.
La Falaise-de-Dieppe du mont Saint-Hilaire, sur le flanc nord-ouest, est un important site de nidification du faucon pèlerin.
La moitié de la montagne (secteur est) est voué à la conservation et est interdite aux visiteurs afin de favoriser la quiétude des lieux. La faune peut ainsi s'y reproduire parmi des forêts anciennes de plus de 250 ans.

### Statuts de protection
Le mont Saint-Hilaire détient plusieurs statuts de protection :
- niveau international : le mont Saint-Hilaire a été choisi par l'UNESCO[43] comme étant une réserve de biosphère. Cette protection est remise pour assurer une gestion locale en harmonie avec les différents objectifs de conservation de la nature, de développement économique et des valeurs culturelles de la région. L'IUCN a catégorisé le mont Saint-Hilaire comme une aire protégée de catégorie Ia (réserve intégrale) et III (élément naturel marquant).
- niveau fédéral : en 1960, Environnement Canada y a permis la création d'un refuge d'oiseaux migrateurs (ROM). Les ROM ont pour mission de protéger les oiseaux de la chasse ou de tout autre activité pouvant les déranger lors de leurs arrêts dans les lieux de reproduction ou leurs escales.
- niveau provincial : en 2004, le ministère du Développement durable, de l'Environnement et des Parcs (MDDEP) lui a donné le titre de réserve naturelle en milieu privé.
- niveau régional et municipal : une aire de conservation est prévue dans le plan d'aménagement de la ville de Mont-Saint-Hilaire.

Le Centre de la nature Mont Saint-Hilaire a mis sur pieds le fond de protection des milieux naturels (FPMN) qui a pour objectif d'élargir la protection du mont Saint-Hilaire. Présentement, c'est 600 hectares de boisé qui ne sont pas protégés.
En 1972, a été créé le Centre de conservation de la nature Mont Saint-Hilaire (ou Centre de la nature Mont Saint-Hilaire). Organisme à but non lucratif, il possède le statut d'organisme de bienfaisance et a pour mission l'éducation relative à la conservation des milieux naturels du Québec. La superficie totale protégée de la montagne est de 10 km2, dont 4,5 km2 destinés à la préservation stricte et 5,5 km2 sont ouverts au public. Plus de 3 500 membres participent soit financièrement, soit s'investissent dans l'aménagement de sentiers et la préservation d'habitats ou encore dans la mise en œuvre de programmes d'éducation.

### Dons privés
La protection de l'environnement du mont Saint-Hilaire passe aussi par des dons ou legs de propriétés avoisinantes. Ainsi en 2007, la famille Beauregard a fait don d'un terrain de 8 hectares. Il s'agit du don le plus important depuis celui du brigadier Gault.
Vers la fin des années 1990, une coalition de citoyens a fait pression pour empêcher le développement d'un projet domiciliaire et pour plutôt convertir les terrains en parcs de conservation comme le terrain de l'ancien Foyer Savoy qui se trouve au pied de la Falaise-de-Dieppe.
En 2004, la ville de Mont-Saint-Hilaire a accepté la recommandation d'un comité de citoyens de protéger les milieux naturels en piémont. Un belvédère a entre autres été aménagé à cet endroit.
La participation de plus de 500 bénévoles a permis la plantation de 3 500 arbres et la création de trois mares ce qui a permis au mont Saint-Hilaire de retrouver son état naturel.
Le prix Alice célèbre la mémoire d'Alice E. Johannsen, la fondatrice du Centre de la nature et directrice du musée Redpath de l'université McGill. Passionnée de l'environnement, Mme Johannsen a fait don de sa propriété située en bas de la montagne. Le prix est donné à des bénévoles qui contribuent à la protection de la réserve.

## Dans la culture
Le monstre du lac Hertel et d'autres phénomènes paranormaux sont le sujet de la chanson Boisson d'avril du groupe Groovy Aardvark.